# Nazionale maschile di calcio a 5 dell'Australia
La nazionale maschile di calcio a 5 dell'Australia è, in senso generale, una qualsiasi delle selezioni nazionali di Calcio a 5 della Football Federation of Australia che rappresentano l'Australia nelle varie competizioni ufficiali o amichevoli riservate a squadre nazionali maschili.

## Storia
L'Australia è stata la migliore selezione del continente oceanico, prima di passare all'AFC. È stata presente a tutti i campionati mondiali a partire dalla seconda edizione e ha vinto cinque le edizioni della Coppa delle nazioni oceaniane.
L'avventura australiana nelle competizioni internazionali per selezioni maggiori inizia nel 1985 con la partecipazione al mondiale spagnolo che termina con l'eliminazione al primo turno. Nel successivo mondiale del 1988 organizzato proprio in Australia, la selezione giunge al secondo turno assieme all'Uruguay, ma viene eliminata da Brasile e Paraguay poi finaliste.
L'avvento della FIFA non cambia le forze in campo nel continente oceanico, è sempre l'Australia a farla da padrone qualificandosi al mondiale del 1989 in cui esce al primo turno, e vincendo la prima edizione dei campionati continentali, validi per la qualificazione al mondiale di Hong Kong del 1992 dove però gli aussie vengono eliminati al primo turno così come era successo tre anni prima.
Per l'Australia anche le successive edizioni dei trofei continentali risultano terra di conquista: nelle due edizioni a Port Vila nelle isole Vanuatu l'Australia centra la qualificazione ai mondiali e si laurea campione continentale 1996 e 2000, ma ai mondiali non riesce ad uscire dalla mediocrità con due nuove eliminazioni al primo turno. Nel 2004 la manifestazione continentale prevista di nuovo alle Vanuatu viene invece svolta per problemi organizzativi Canberra, l'Australia ha un'ulteriore carta da giocare nella rincorsa al mondiale 2004 che viene nuovamente coronata ai danni della Nuova Zelanda giunta seconda nel girone.
Dal 2006, dopo le divergenze della FFA con la FIFA per la gestione dei posti disponibili per i mondiali di calcio, tutta la federazione australiana è uscita dalla OFC ed è entrata a far parte della asiatica AFC, ciò ha determinato anche l'ingresso del futsal australiano nella AFC Futsal Championship per le edizioni 2006 e 2007 dove la nazionale australiana è uscita in entrambi i casi ai quarti di finale.

## Palmarès

### Campionati mondiali
Sette partecipazioni mondiali fanno dell'Australia la nazionale oceanica più presente in assoluto, nonostante questa continuità di presenze al mondiale, l'Australia ha ottenuto solo una qualificazione al secondo turno durante i mondiali casalinghi del 1988 dove è stata poi eliminata da Paraguay e Brasile. Per il resto solo eliminazioni al primo turno.

### Campionati continentali
Quattro vittorie continentali nel 1992, 1996, 2000 e 2004 fanno di gran lunga dell'Australia la migliore formazione d'Oceania. Dal 2006 dopo la fuoriuscita della FFA dalla federazione oceanica, l'Australia gioca i campionati continentali d'Asia.

## Rosa
Aggiornata alla Coppa del Mondo 2016
| N. | Pos. | Giocatore               | Data nascita (età)         | Pres. | Squadra          |
| -- | ---- | ----------------------- | -------------------------- | ----- | ---------------- |
| 1  | P    | Angelo Konstantinou     | 08 novembre 1978 (37 anni) |       | Inner West Magic |
| 2  | D    | Adam Cooper             | 18 aprile 1992 (24 anni)   |       | Vic Vipers       |
| 3  | C    | Jarrod Basger           | 09 febbraio 1991 (25 anni) |       | Baku United      |
| 4  | D    | Gregory Giovenali       | 14 agosto 1987 (29 anni)   |       | Dural Warriors   |
| 5  | A    | Blake Rosier            | 08 gennaio 1992 (24 anni)  |       | Dural Warriors   |
| 6  | A    | Wade Giovenali          | 15 agosto 1994 (22 anni)   |       | Dural Warriors   |
| 7  | D    | Tobias Seeto            | 26 marzo 1988 (28 anni)    |       | Baku United      |
| 8  | C    | Jonathan Barrientos     | 02 aprile 1988 (28 anni)   |       | Vic Vipers       |
| 9  | D    | Chris Zeballos          | 16 giugno 1986 (30 anni)   |       | East Coast Heat  |
| 10 | C    | Daniel Fogarty          | 10 gennaio 1991 (25 anni)  |       | Inner West Magic |
| 11 | C    | Dean Lockhart           | 30 aprile 1987 (29 anni)   |       | Inner West Magic |
| 12 | P    | Roberto Maiorana        | 06 dicembre 1989 (26 anni) |       | Inner West Magic |
| 13 | A    | Shervin Keshavarz Adeli | 04 maggio 1992 (24 anni)   |       | East Coast Heat  |
| 14 | P    | Peter Spathis           | 09 aprile 1981 (35 anni)   |       | East Coast Heat  |

## Risultati nelle competizioni internazionali

### Mondiali FIFUSA
- 1982 - Non presente
- 1985 - Primo turno
- 1988 - Secondo turno

### FIFA Futsal World Championship
- 1989 - Primo turno
- 1992 - Primo turno
- 1996 - Primo turno
- 2000 - Primo turno
- 2004 - Primo turno
- 2008 - Non qualificata
- 2012 - Primo turno
- 2016 - Primo turno
- 2021 - Non qualificata
- 2024 - Non qualificata

### OFC Oceanian Futsal Championship
- 1992 - Campione d'Oceania
- 1996 - Campione d'Oceania
- 1999 - Campione d'Oceania
- 2004 - Campione d'Oceania
- 2013 - Campione d'Oceania

### AFC Futsal Championship
- 2006 - Quarti di finale
- 2007 - Quarti di finale
- 2008 - Quarti di finale
- 2010 - Quarti di finale
- 2012 - Quarto posto
- 2014 - Quarti di finale
- 2016 - Quarti di finale
- 2018 - Ritirata
- 2022 - Non qualificata
- 2024 - Primo turno